# Franck Muller
Franck Muller (1958) è un orologiaio svizzero.
Dopo la scuola dell'obbligo, la famiglia lo indirizza agli studi di orologeria. Studia all'Ecole d'Horologerie de Geneve dal 1981.
Si specializza nel restauro di orologi antichi per conto dei musei delle maison più prestigiose, prima di iniziare a produrre pezzi unici contraddistinti dall'alta qualità dei movimenti.
Nel 1992 insieme a Vartan Sirmakes, imprenditore del settore, decide di creare una sua casa d'orologeria con un proprio marchio, a Genthod sulle colline del lago Lemano, la Franck Muller.

## Franck Muller Watchland

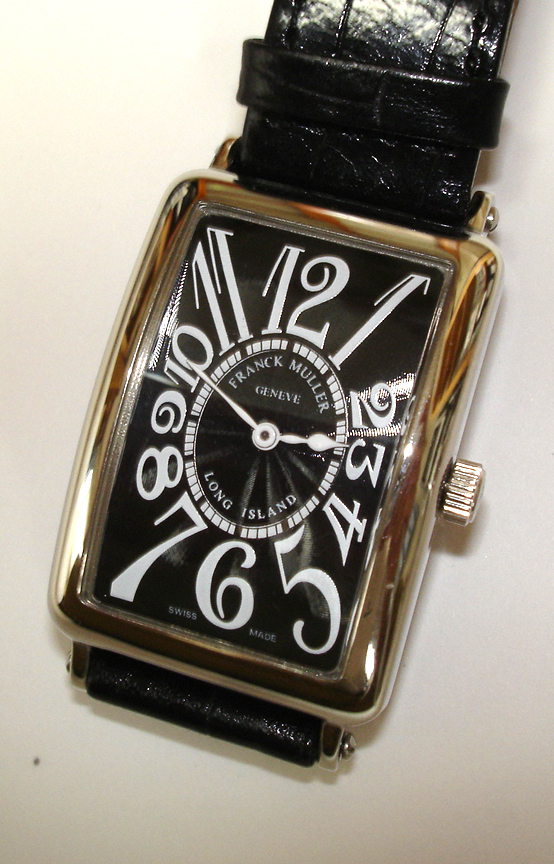
Il modello Long Island

La Franck Muller Watchland SA è una delle più rinomate maison creatrici di orologi e gioielli d'alta gamma, con una produzione annuale di circa 60.000 orologi, 10 siti produttivi tutti in Svizzera, e quasi 1000 impiegati che lavorano nella manifattura.
Ogni anno durante il salone indipendente WPHH (World Presentation of Haute Horologerie) la Franck Muller Watchland presenta numerose novità a Genthod (Ginevra), dove ha sede la fabbrica.
Fanno parte del gruppo Franck Muller Watchland i marchi: Franck Muller; ECW (European Company Watch); Pierre Kunz; Rodolphe; Alexis Barthelay; Backes & Strauss; Martin Braun; Pierre Michel Golay; Christian Huygens.

## Modelli
Nella odierna produzione del marchio Franck Muller le collezioni principali sono:
- Cintreè Curvex
- Casablanca
- Colour Dreams
- Crazy Hours
- Master Banker
- Master Square
- Long Island
- Conquistador
- Conquistador Cortez
- Collezione cronografi
- Grandi complicazioni
- Linea Gioielleria
- Tourbillon

Alcuni movimenti come il Master Banker sono stati progettati e brevettati da Franck Muller. Il Master Banker è l'unico movimento al mondo che permette di visualizzare tre fusi orari totalmente indipendenti, e regolare tutti e tre usando solo la corona di carica.
Anche il modello Crazy Hours è un brevetto Franck Muller, e consiste in un particolare movimento con la lancetta dei minuti che funziona come nei modelli classici, ma le ore sono disposte irregolarmente nel quadrante, e la relativa lancetta scatta allo scoccare di ogni ora.

## I tourbillon
Il primo orologio realizzato in gioventù da Franck Muller fu proprio un tourbillon: questo lo portò ad essere considerato un enfant prodige dell'orologeria. Non è quindi un caso che, nel corso degli anni, si sia dedicato costantemente al perfezionamento di questa complicazione, dal brevetto del "tourbillon imperiale", nel quale agendo su un apposito pulsante è possibile far rialzare la gabbia del tourbillon, fino ai modelli della serie "Evolution", di cui fanno parte gli orologi dotati di tourbillon biassiale e triassiale.